# Lovers Rock (álbum de Sade)
Lovers Rock é o quinto álbum de estúdio do grupo britânico Sade, lançado em 13 de Novembro de 2000 pelo selo Epic Records. Após o lançamento de Love Deluxe (1992), a banda iniciou um hiato de oito anos, durante os quais alguns membros da banda começaram a gravar com o músico norte-americano Maxwell e produziram seu primeiro álbum, Urban Hang Suite , da Maxwell. Após a turnê do grupo Love Deluxe World Tour , Stuart Matthewman, Paul Denman e Andrew Hale formaram o grupo Sweetback . Durante o intervalo de oito anos, Sade experimentou o escrutínio da mídia e, mais tarde, deu à luz seu primeiro filho.
Lovers Rock foi intitulado após um estilo de música reggae conhecido como lovers rock, conhecido por seu som e conteúdo romântico que Sade ouviu em sua juventude. O álbum foi visto como um afastamento do uso anterior de elementos de jazz da banda, optando por um uso mais amplo de elementos musicais da soul music: R&B, soft rock, folk, dub, reggae e lovers rock. A produção do álbum foi caracterizada como sobressalente, com arranjos simples e floreios de reggae. Um álbum conceitual, a letra foca nos lados positivo e negativo do amor, o conteúdo lírico do álbum também toca temas políticos.
Após o lançamento Lovers Rock foi recebido com críticas positivas de críticos de música, que elogiaram a direção musical da banda, o álbum recebeu em 2002 o Grammy Award de  Melhor Álbum Pop Vocal. Comercialmente o álbum foi um sucesso alcançando o número 18 na UK Albums Chart e número três na Billboard 200 dos EUA . Desde então, foi certificada como Tripla Platina pela Associação da Indústria de Gravação da América (RIAA), tendo vendido 3,9 milhões de cópias nos Estados Unidos em fevereiro de 2010. O álbum gerou dois singles - "By Your Side" e "King of Sorrow" - e foi ainda promovido pela turnê Lovers Rock Tour.

## Faixas
1. "By Your Side"	(Sade Adu, Andrew Hale, Stuart Matthewman, Paul S. Denman) – 4:34
2. "Flow" (Sade Adu, Andrew Hale, Stuart Matthewman, Paul S. Denman) - 4:34
3. "King of Sorrow" (Sade Adu, Andrew Hale, Stuart Matthewman, Paul S. Denman) - 4:53
4. "Somebody Already Broke My Heart" (Sade Adu, Andrew Hale, Stuart Matthewman, Paul S. Denman) - 5:01
5. "All About Our Love" (Sade Adu, Andrew Hale, Stuart Matthewman, Paul S. Denman) - 2:40
6. "Slave Song" (Sade Adu, Andrew Hale, Stuart Matthewman, Paul S. Denman) - 4:12
7. "The Sweetest Gift" (Sade Adu, Andrew Hale, Stuart Matthewman, Paul S. Denman) - 2:18
8. "Every Word" (Sade Adu, Andrew Hale, Stuart Matthewman, Paul S. Denman) - 4:04
9. "Immigrant" (Sade Adu, Janusz Podrazik) - 3:48
10. "Lovers Rock" (Sade Adu, Andrew Hale, Stuart Matthewman, Paul S. Denman) - 4:13
11. "It's Only Love That Gets You Through" (Sade Adu, Podrazik) - 3:53